# Långtjärnen (Ramsele socken, Ångermanland, 704894-152874)
Långtjärnen är en sjö i Sollefteå kommun i Ångermanland och ingår i Ångermanälvens huvudavrinningsområde.